# 눈물의 웨딩 드레스 (1973년 영화)
"눈물의 웨딩 드레스"(Wedding Dress In Tears)는 한국에서 제작된 변장호 감독의 1973년 영화이다. 신영일 등이 주연으로 출연하였고 최춘지 등이 제작에 참여하였다.

## 출연

### 주연
- 신영일
- 오유경

### 조연
- 송재호
- 김창숙
- 사미자
- 황정순

## 기타
- 음향: 이재웅
- 음향: 손효신
- 미술: 노인택